# ام۸۰ استیلتو
ام۸۰ استیلتو (به انگلیسی: M80 Stiletto) یک کشتی بود که طول آن ۸۸٫۶ فوت (۲۷٫۰ متر) و ارتفاع آن ۱۵ فوت (۵ متر) بود. این کشتی در سال ۲۰۰۶ ساخته شد.